# García (Nuevo León)
García é um município do estado de Nuevo León, no México.
Em 2005, o município possuía um total de 51.658 habitantes.